# RestaFestaGangsta
RestaFestaGangsta è il primo EP del gruppo hip hop italiano Flaminio Maphia, pubblicato nel 1997.
Dell'omonimo singolo è stato girato anche un video. Le produzioni sono state affidate ad Ice One.

## Tracce
1. Restafestagangsta (feat. Pusha, Sparo, G Max, Rude Mc) – 5:42
2. Combattimento mortale (feat. Pusha, Benetti DC, Piotta, Rude, Gufo, G Max, Masito, Sparo) – 5:46
3. Supernaturale (feat. Rawl Mc, G Max, Rude MC, Sparo, Maury B, Psyco Killa) – 6:29
4. Restafestagangsta (Party Version) – 5:54